# 이자민
이자민(1987년 9월 16일 ~ )은 대한민국의 배우이다.

## 학력
- 백제예술대학 방송연예학과 중퇴

## 연기 활동

### 드라마
- 2013년 SBS 아침연속극 《당신의 여자》 ... 윤서정 역
- 2013년 SBS 월화드라마 《장옥정, 사랑에 살다》 ... 연홍 역

### 영화
- 2012년 《통통한 혁명》 ... 규리 역
- 2012년 《공모자들》 ... 응급실 간호사 역
- 2019년 《밤의 문이 열린다》 ... 유지연 역